# Prefecturen van Togo
De vijf regio's van Togo zijn onderverdeeld in een dertigtal prefecturen en één commune. Deze staan hieronder alfabetisch per regio weergegeven. Deze prefecturen zijn weer verder verdeeld zijn in gemeenten. 
Tot 1995 waren er nog 21 prefecturen. In dat jaar werden ze gereorganiseerd en velen veranderden daarbij van naam. Hierbij werden ook een aantal nieuwe prefecturen gevormd zodat er nu een dertigtal zijn.

## Centrale
1. Blitta[2]
2. Sotouboua
3. Tchamba
4. Tchaoudjo

## Kara
1. Assoli
2. Bassar
3. Bimah
4. Dankpen[3]
5. Doufelgou
6. Kéran
7. Kozah

## Maritime
1. Avé[4]
2. Golfe
3. Lacs
4. Vo
5. Yoto
6. Zio
7. Lomé (commune)[5]

## Plateaux
1. Agou[6]
2. Amou
3. Danyi[6]
4. Est-Mono[7]
5. Haho
6. Kloto
7. Moyen-Mono[8]
8. Ogou
9. Wawa

## Savanes
1. Cinkassé
2. Kpendjal[9]
3. Kpendjal-Ouest
4. Oti-Nord
5. Oti-Sud
6. Tandjouaré[10]
7. Tône